# Oligia aethiops
Oligia aethiops là một loài bướm đêm trong họ Noctuidae.